# Campeonato Peruano de Fútbol de 1955
El Campeonato Peruano de Fútbol de 1955, denominado como «XXXIX Campeonato Profesional», fue la edición número 39 de la Primera División del Perú. Tuvo diez equipos participantes y se jugó bajo el sistema de todos contra todos en dos ruedas. 
Al término del torneo, Alianza Lima y Universitario igualaron en puntaje por lo que debieron definir el título en un partido extra el cual ganó el cuadro blanquiazul, logrando así el bicampeonato. Por el descenso, al quedar en la última posición, Unión Callao perdió la categoría.
Ese mismo año, Sporting Tabaco dejó de existir y se crea el club Sporting Cristal Backus, al comprarle la categoría al anterior equipo.

## Sistema de competición
Los diez equipos participantes disputan el campeonato bajo un sistema de liga típico. Vale decir, a dos ruedas en partidos de ida y vuelta, luego de las cuales el equipo que lograra mayor puntaje se coronaría campeón y el equipo que obtuviese menos puntos descendería automáticamente a Segunda División. 
Se otorgaban 2 puntos por partidos ganados, 1 punto por partidos empatados y 0 puntos por partidos perdidos.

## Ascensos y descensos
| Posición | Ascendido de Segunda División 1954 |
| -------- | ---------------------------------- |
| 1º       | Unión Callao                       |

| Posición | Descendido de Primera División 1954 |
| -------- | ----------------------------------- |
| 10º      | Carlos Concha                       |

## Equipos participantes
| Club                      | Ciudad | Entrenador           |
| ------------------------- | ------ | -------------------- |
| Alianza Lima              | Lima   | Adelfo Magallanes    |
| Atlético Chalaco          | Callao | Francisco Villegas   |
| Centro Iqueño             | Lima   | Roberto Scarone      |
| Ciclista Lima             | Lima   | Víctor Villavicencio |
| Deportivo Municipal       | Lima   | Juan Valdivieso      |
| Mariscal Sucre            | Lima   | Alfonso Huapaya      |
| Sport Boys                | Callao | Dan Georgiadis       |
| Sporting Tabaco           | Lima   | Víctor Pasache       |
| Unión Callao              | Callao | Carlos Iturrizaga    |
| Universitario de Deportes | Lima   | Arturo Fernández     |

## Tabla de posiciones
| P  | Equipo                    | PJ | PG | PE | PP | GF | GC | DG  | Pts. |
| -- | ------------------------- | -- | -- | -- | -- | -- | -- | --- | ---- |
| 1  | Alianza Lima              | 18 | 11 | 3  | 4  | 48 | 21 | +27 | 25   |
| 2  | Universitario de Deportes | 18 | 10 | 5  | 3  | 30 | 19 | +11 | 25   |
| 3  | Centro Iqueño             | 18 | 10 | 3  | 5  | 23 | 13 | +10 | 23   |
| 4  | Atlético Chalaco          | 18 | 8  | 5  | 5  | 29 | 28 | +1  | 21   |
| 5  | Sport Boys                | 18 | 7  | 5  | 6  | 23 | 28 | -5  | 19   |
| 6  | Ciclista Lima             | 18 | 6  | 5  | 7  | 31 | 30 | +1  | 17   |
| 7  | Deportivo Municipal       | 18 | 6  | 5  | 7  | 31 | 32 | -1  | 17   |
| 8  | Mariscal Sucre            | 18 | 5  | 5  | 8  | 17 | 24 | -7  | 15   |
| 9  | Sporting Tabaco           | 18 | 4  | 3  | 11 | 34 | 44 | -10 | 11   |
| 10 | Unión Callao              | 18 | 2  | 3  | 13 | 20 | 47 | -27 | 7    |

PJ = Partidos jugados; PG = Partidos ganados; PE = Partidos empatados; PP = Partidos perdidos; GF = Goles a favor ; GC = Goles en contra; DG = Diferencia de goles; Pts = Puntos
|  | Campeón                          |
|  | Descenso a Segunda División 1956 |

## Final nacional
| 27 de mayo de 1956 | Alianza Lima                              | 2:1 (0:1) | Universitario de Deportes | Estadio Nacional, Lima                                       |                                                              |
|                    | Máximo Mosquera 11' · Valeriano López 43' | Reporte   | Segundo Guevara 04'       | Asistencia: 43955 espectadores Árbitro(s): Jesús Lires López | Asistencia: 43955 espectadores Árbitro(s): Jesús Lires López |

| 1          | POR        | Clemente Velásquez   |  |
| 2          | DEF        | Guillermo Delgado    |  |
|            | DEF        | Teobaldo Guzmán      |  |
| 15         | DEF        | Enrique Velásquez    |  |
| 5          | DEF        | Carlos Lazón         |  |
|            | MED        | Félix Castillo       |  |
| 6          | MED        | Cornelio Heredia     |  |
| 8          | MED        | Guillermo Barbadillo |  |
| 10         | DEL        | Máximo Mosquera      |  |
| 9          | DEL        | Valeriano López      |  |
| 11         | DEL        | Óscar Gómez Sánchez  |  |
| Entrenador | Entrenador | Alberto Montellanos  |  |

| 23         | POR        | Dimas Zegarra    |  |
| 2          | DEF        | Ismael Soria     |  |
|            | DEF        | Germán Colunga   |  |
| 5          | DEF        | Víctor Salas     |  |
| 4          | DEF        | René Gutiérrez   |  |
| 6          | MED        | Francisco Croas  |  |
| 11         | MED        | Manuel Márquez   |  |
| 7          | MED        | Jacinto Villalba |  |
| 10         | DEL        | Alberto Terry    |  |
| 8          | DEL        | Osvaldo Bianco   |  |
| 9          | DEL        | Segundo Guevara  |  |
| Entrenador | Entrenador | Arturo Fernández |  |

| Anotado | 11' | Máximo Mosquera | 1-1 |
| Anotado | 43' | Valeriano López | 2-1 |

| Anotado | 4' | Segundo Guevara | 0-1 |

| Árbitro | Jesús Lires López |

| 1          | POR        | Clemente Velásquez   |  |
| 2          | DEF        | Guillermo Delgado    |  |
|            | DEF        | Teobaldo Guzmán      |  |
| 15         | DEF        | Enrique Velásquez    |  |
| 5          | DEF        | Carlos Lazón         |  |
|            | MED        | Félix Castillo       |  |
| 6          | MED        | Cornelio Heredia     |  |
| 8          | MED        | Guillermo Barbadillo |  |
| 10         | DEL        | Máximo Mosquera      |  |
| 9          | DEL        | Valeriano López      |  |
| 11         | DEL        | Óscar Gómez Sánchez  |  |
| Entrenador | Entrenador | Alberto Montellanos  |  |

| 23         | POR        | Dimas Zegarra    |  |
| 2          | DEF        | Ismael Soria     |  |
|            | DEF        | Germán Colunga   |  |
| 5          | DEF        | Víctor Salas     |  |
| 4          | DEF        | René Gutiérrez   |  |
| 6          | MED        | Francisco Croas  |  |
| 11         | MED        | Manuel Márquez   |  |
| 7          | MED        | Jacinto Villalba |  |
| 10         | DEL        | Alberto Terry    |  |
| 8          | DEL        | Osvaldo Bianco   |  |
| 9          | DEL        | Segundo Guevara  |  |
| Entrenador | Entrenador | Arturo Fernández |  |

| Anotado | 11' | Máximo Mosquera | 1-1 |
| Anotado | 43' | Valeriano López | 2-1 |

| Anotado | 4' | Segundo Guevara | 0-1 |

| Árbitro | Jesús Lires López |

|                          |
| Bicampeón Nacional       |
| Alianza Lima 11.º título |

## Goleadores
| Jugador              | Equipo                    | Goles |
| -------------------- | ------------------------- | ----- |
| Máximo Mosquera      | Alianza Lima              | 11    |
| Carlos Gambina       | Atlético Chalaco          | 10    |
| Segundo Guevara      | Universitario de Deportes | 10    |
| Porfirio Rolón       | Centro Iqueño             | 10    |
| Faustino Delgado     | Sporting Tabaco           | 9     |
| Valeriano López      | Alianza Lima              | 9     |
| Gualberto Bianco     | Ciclista Lima             | 8     |
| Guillermo Barbadillo | Alianza Lima              | 8     |